# Derbi de Saudí
El Derby de Saudí ( en árabe: ديربي السعودية‎, romanizado: dirbi al-sueudia ), o (Clásico Al-Ahli y Al-Hilal) es un derbi de fútbol entre el Al-Ahli F. C. de Yeda y el Al-Hilal F. C. de Riad. Es uno de los derbis del fútbol saudí más famosos, junto al derbi de Yeda, el derbi de Riad, el Clásico saudí y el derbi del Este. El derbi se celebra dos veces al año como parte de la Liga Profesional Saudí y, a veces, como parte de otros torneos como la Copa del Rey y la Liga de Campeones AFC.

## Historia
El primer partido entre Al-Hilal y Al-Ahli fue por la competición de la Liga Saudita, el 11 de diciembre de 1974. El partido en ese momento terminó en un empate positivo a un gol entre los dos antiguos equipos por la competición de la Liga Saudita.